# Gabinete Ribot V
O Gabinete Ribot V foi o ministério formado por Alexandre Ribot em 20 de março de 1917 e dissolvido em 07 de setembro do mesmo ano. Foi o 62º gabinete da Terceira República Francesa, sendo antecedido pelo Gabinete Briand VI e sucedido pelo Gabinete Painlevé I.

## Contexto
Alexandre Ribot retornou ao poder em março de 1917, depois da queda de Aristide Briand. Este seu último ministério ocorreu durante a parte mais crítica da Primeira Guerra Mundial, que viu o fracasso da "Ofensiva de Nivelle" e o motim retumbante dos soldados franceses que resultou dela. A renúncia de Louis Malvy, ministro do Interior, também ajudou a acelerar a crise do gabinete.
Demitido em setembro e substituído pelo ministro da Guerra, Paul Painlevé, Ribot permaneceu ainda como ministro das Relações Exteriores por um mês, antes de renunciar em outubro.

## Composição

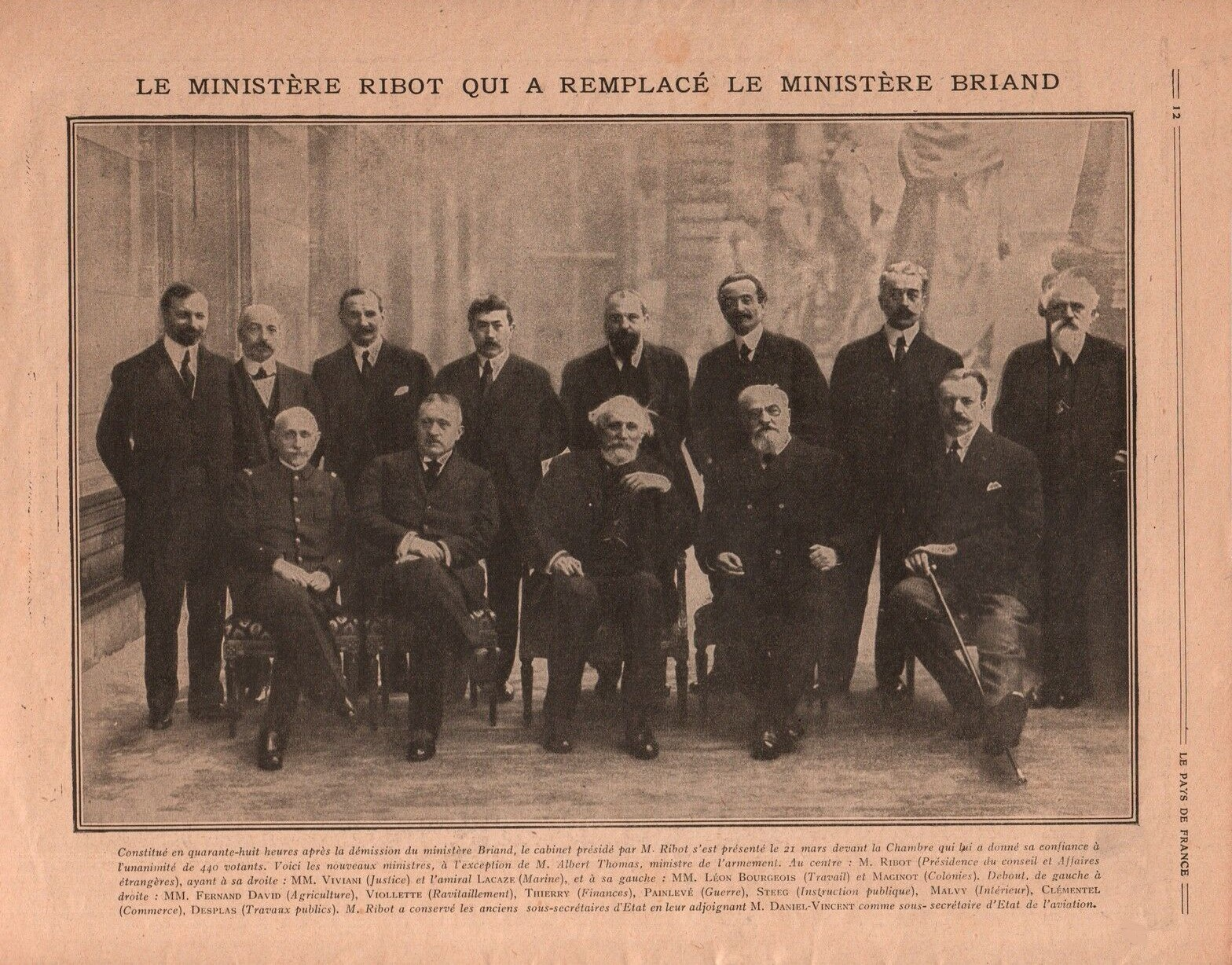
O 5º Gabinete Ribot em fotografia de 1917.

- Presidente da República: Raymond Poincaré
- Presidente do Conselho de Ministros: Alexandre Ribot
- Ministro dos Estrangeiros: Alexandre Ribot
- Ministro da Justiça: René Viviani
- Ministro do Interior: Louis Malvy; Théodore Steeg
- Ministro da Guerra: Paul Painlevé
- Ministro das Finanças: Joseph Thierry
- Ministro da Marinha: Lucien Lacaze; Charles Chaumet
- Ministro da Instrução Pública e Belas Artes: Théodore Steeg
- Ministro das Obras Públicas e Transporte: Georges Desplas
- Ministro da Agricultura: Fernand David
- Ministro do Comércio, Correios e Telégrafos: Étienne Clémentel
- Ministro das Colônias: André Maginot
- Ministro do Trabalho e Previdência Social: Léon Bourgeois
- Ministro de Armamentos e Manufatura de Guerra: Albert Thomas
- Ministro do Abastecimento Geral e dos Transportes Marítimos: Maurice Viollette
- Alto Comissário do Governo Britânico para a Resolução de Assuntos Marítimos Interaliados: Charles Guernier
- Alto Comissário para os Estados Unidos: André Tardieu